# Sauve et protège
Pour plus de détails, voir Fiche technique et Distribution.
Sauve et protège (Спаси и сохрани) est un film soviéto-ouest-allemand réalisé par Alexandre Sokourov, sorti en 1989. Il est adapté de Madame Bovary de Gustave Flaubert.

## Synopsis
Emma vit à Tachkent, en Ouzbékistan, où exerce son époux, le Docteur Bovary. Elle s'y ennuie et s'y endette.

## Fiche technique
- Titre : Sauve et protège
- Titre original : Спаси и сохрани, Spassi i sokhrani
- Réalisation : Alexandre Sokourov
- Scénario : Iouri Arabov, adapté du roman Madame Bovary de Gustave Flaubert.
- Photographie : Sergey Yurizditskiy
- Montage : Leda Semyonova
- Pays d'origine :  Union soviétique,  Allemagne de l'Ouest
- Langue originale : russe
- Format : couleur - 1.37 : 1 - Mono - 35 mm
- Genre : drame
- Durée : 167 minutes
- Date de sortie : 1989

## Distribution
- Cécile Zervudacki : Emma Bovary
- Robert Vaap
- Aleksandr Cherednik
- Viktor Palech
- Vyacheslav Rogovoy